# Вільгельм Гартенштайн
Вільгельм Гартенштайн (нім. Wilhelm Hartenstein; 1 жовтня 1888, Шляйц — 27 січня 1944, Баденвайлер) — німецький офіцер, бригадефюрер СС і генерал-майор військ СС.

## Біографія
10 березня 1909 року вступив в 7-й (Тюринзький) піхотний полк. Учасник Першої світової війни, командир роти. 30 січня 1920 року перейшов на службу в охоронну поліцію, ад'ютант і референт охоронної поліції Гамбурга. Після приходу нацистів до влади призначений командиром відділу охоронної поліції Гамбурга. В лютому 1933 року вступив в НСДАП (квиток №1 864 296), 18 червня 1934 року — в СС (посвідчення №269 028). Був зарахований в частини посилення СС, інструктор юнкерського училища СС в Бад-Тельці, з 15 лютого 1938 року — в Брауншвейгу. Член товариства Лебенсборн. З 1 листопада 1938 року — уповноважений з мобілізації оберабшніту СС «Майн». З 3 квітня 1941 року — начальник відділу оберквартирмейстера Командного штабу рейхсфюрера СС. З 21 листопада 1941 по 30 січня 1942 і з 27 грудня 1942 по 4 липня 1943 року — командир 1-ї мотопіхотної бригади СС. Учасник Німецько-радянської війни, кілька разів був важко поранений. Помер у шпиталі, причина смерті невідома.

## Звання
- Штурмбаннфюрер СС (15 вересня 1935)
- Оберштурмбаннфюрер СС (20 квітня 1936)
- Штандартенфюрер СС (20 квітня 1937)
- Оберфюрер СС
- Бригадефюрер СС і генерал-майор військ СС (1 січня 1942)

## Нагороди
- Залізний хрест 2-го і 1-го класу
- Нагрудний знак «За поранення» в чорному
- Почесний хрест ветерана війни з мечами
- Почесна шпага рейхсфюрера СС
- Кільце «Мертва голова»